# アダージョとロンド (モーツァルト)

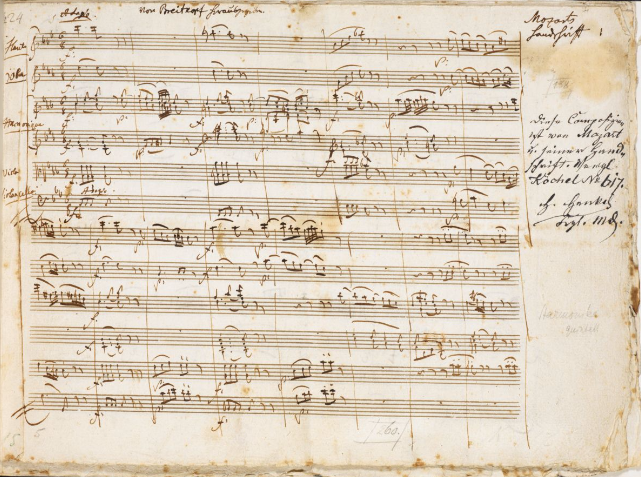
自筆譜の最初のページ（大英図書館所蔵、シュテファン・ツヴァイク・コレクション Zweig MS 61）

アダージョとロンド ハ短調 K.617は、ヴォルフガング・アマデウス・モーツァルトの室内楽作品。楽器編成はグラスハーモニカ、フルート、オーボエ、ヴィオラ、チェロの五重奏。盲目のグラスハーモニカの名手、マリアンネ・キルヒゲスナーのために1791年5月23日に作曲され（モーツァルトの自作作品目録の日付による）、6月10日、ウィーンのブルク劇場の音楽アカデミー（演奏会）で初演された。続いて、8月19日にケルントナートーア劇場でも演奏されている。
自筆譜は「シュテファン・ツヴァイク・コレクション」の構成品として大英図書館に保管されている。オーストリアの作家、シュテファン・ツヴァイクが1930年にベルリンのオークションで購入したものである。
初版の出版は1799年、ブライトコプフ・ウント・ヘルテル社から。
前半のアダージョと後半のロンドで構成され、ハ短調の前半は58小節、ハ長調の後半は230小節になる。